# Natalia Cordova-Buckley
Natalia Cordova-Buckley (25 de noviembre de 1982) es una actriz mexicana. Es más conocida por su papel como Elena "Yo-Yo" Rodríguez en la serie de la ABC Agents of S.H.I.E.L.D.

## Carrera
Natalia Cordova-Buckley comenzó su carrera como bailarina de ballet. Esa actividad le pareció muy estricta, por lo que decidió dedicarse a la actuación. Su abuelo fue el famoso actor mexicano Pancho Córdova, muy activo durante la época de oro del cine mexicano. Natalia se mudó a Estados Unidos y estudió en la Escuela de Artes de la Universidad de Carolina del Norte, consiguiendo poco después su primer rol en inglés en la película deportiva McFarland, USA. Estuvo a punto de dejar la actuación cuando consiguió el papel de Elena "Yo-Yo" Rodríguez en la serie Agents of S.H.I.E.L.D., lo que la llevó a ganar reconocimiento del público.

## Filmografía

### Cine
| Año  | Título              | Papel                      |
| ---- | ------------------- | -------------------------- |
| 2010 | Sucedió en un día   | Natalia                    |
| 2011 | Lluvia de Luna      | Martha                     |
| 2011 | Ella y el candidato | Andrea                     |
| 2012 | Ventanas al mar     | Ana                        |
| 2014 | Yerba Mala          | Bárbara                    |
| 2015 | McFarland, USA      | Señora Valles              |
| 2017 | Coco                | Frida Kahlo (papel de voz) |
| 2018 | Destroyer           | Detective Gavras           |

### Televisión
| Año       | Título                            | Papel                   | Notas                                                                                                   |
| --------- | --------------------------------- | ----------------------- | --- |
| 2008      | Terminales                        | Rita                    | |
| 2008-2009 | Los simuladores                   | Natalia                 | |
| 2010      | Los Minondo                       | Isabel                  | |
| 2011      | Bienes raíces                     | Olga                    | |
| 2016-2020 | Agents of S.H.I.E.L.D.            | Elena 'Yo-Yo' Rodríguez | Personaje recurrente (temporada 3 y 4); protagonista (temporada 5-7), serie televisiva de la cadena ABC |
| 2016      | Agents of S.H.I.E.L.D.: Slingshot | Elena 'Yo-Yo' Rodríguez | Miniserie web; 6 episodios                                                                              |
| 2017      | Bates Motel                       | Julia Ramos             | |
| 2021      | Mayans M.C.                       | Laura                   | 4 episodios                                                                                             |
| 2021      | Coyote                            | Paloma Zamora           | 3 episodios                                                                                             |
| 2022      | Lakers: Tiempo de ganar           | Lucía                   | Temporada 1, episodio 1                                                                                 |
| 2022-2023 | The Mosquito Coast                | Isela                   | Temporada 2, 10 episodios                                                                               |